# Eulalia madkotiensis
Eulalia madkotiensis är en gräsart som beskrevs av Kandwal, B.K.Gupta och S.K.Srivast. Eulalia madkotiensis ingår i släktet Eulalia och familjen gräs. Inga underarter finns listade i Catalogue of Life.